# Jan Ludwik Popławski
Jan Ludwik Popławski ps. Wiatr (ur. 17 stycznia 1854 w Bystrzejowicach Pierwszych, zm. 12 marca 1908 w Warszawie) – polski publicysta, polityk i jeden z głównych twórców ideologii narodowo-demokratycznej, członek korespondent Towarzystwa Muzeum Narodowego Polskiego w Rapperswilu od 1897 roku. 

## Życiorys

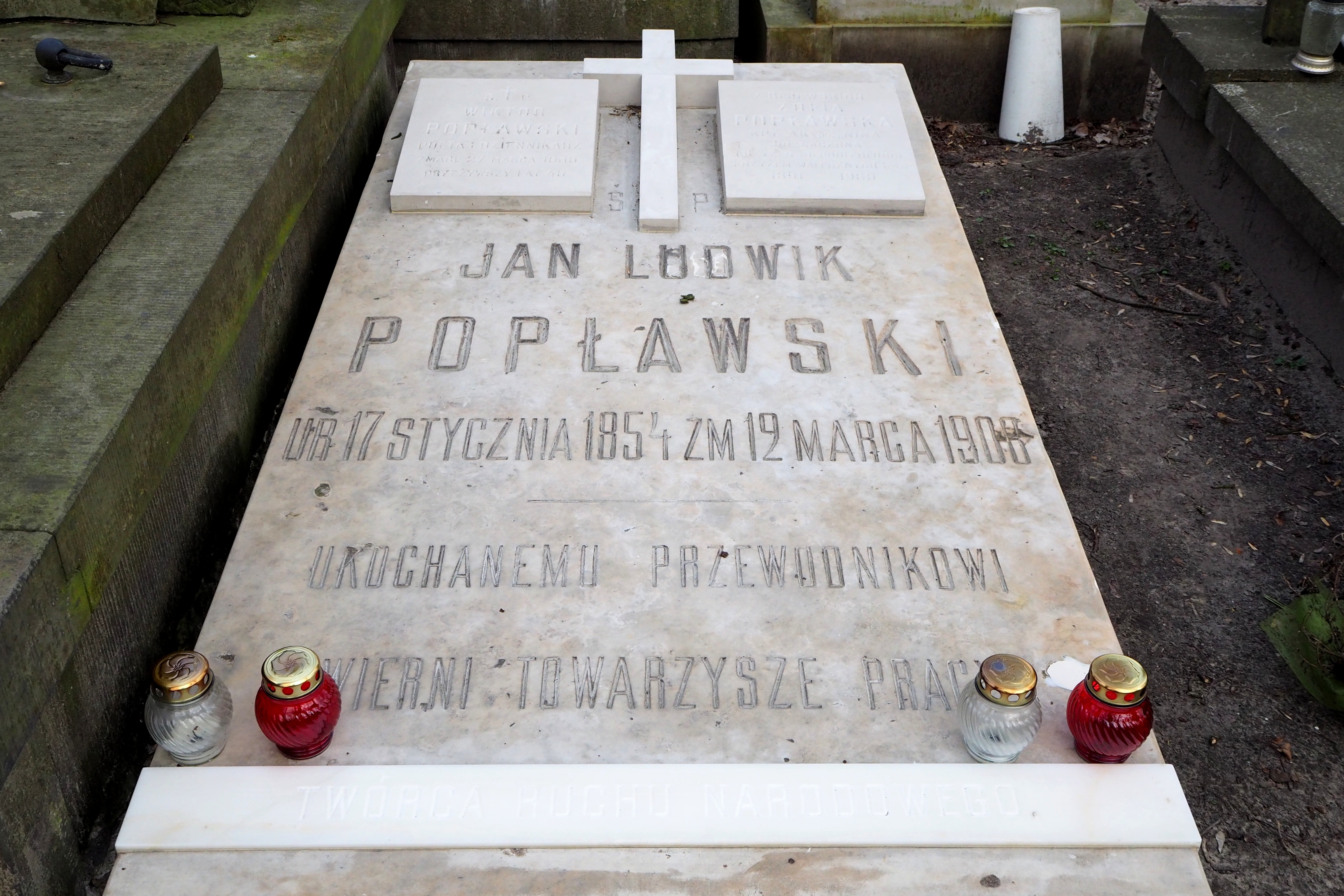
Grób Jana Ludwika Popławskiego na cmentarzu Powązkowskim w Warszawie

W 1874 wstąpił na Uniwersytet Warszawski. Jako student należał do patriotycznej organizacji politycznej – Konfederacja Narodu Polskiego. Za udział w spisku Adama Szymańskiego został w 1878 aresztowany przez władze carskie. Zwolniony w 1882 powrócił do Warszawy, gdzie zaczął pisać do Prawdy pod pseudonimem "Wiatr". Od 1886 publicysta Głosu.
Za udział w manifestacji zorganizowanej w setną rocznicę powstania kościuszkowskiego (17 kwietnia 1794) w Warszawie został aresztowany. W 1895 za kaucją, zwolniono go z cytadeli. Następnie zamieszkał we Lwowie, gdzie wraz z Romanem Dmowskim poświęcił się wydawaniu czasopisma politycznego – Przegląd Wszechpolski. Później był publicystą jeszcze dwóch gazet: dziennika Wiek XX oraz Słowa Polskiego.
Był jednym z organizatorów struktur Stronnictwa Demokratyczno-Narodowego w zaborze austriackim. Od 1896 prowadził także miesięcznik Polak, wydawany w Krakowie i przeznaczony dla czytelników (głównie warstw ludowych i chłopskich) w zaborze rosyjskim. Później został jednym z założycieli tygodnika Ojczyzna dla Galicji.
Jedną z głównych idei jego twórczości była poruszana kwestia powrotu do Polski ziem zachodnich, a w szczególności Pomorza z jak najszerszym dostępem do Morza Bałtyckiego. Był również jednym z najbardziej zasłużonych działaczy społecznych zajmujących się sprawą chłopską. Poprzez swoją pracę organiczną oraz pisarstwo uświadamiał masy wiejskie co do ich roli w kształtowaniu się nowożytnego narodu polskiego.
Po rewolucji z lat 1905-1907 na ziemiach Królestwa Polskiego, wrócił do Warszawy i wziął udział w kierowaniu ruchem narodowo-demokratycznym. Wszedł także do redakcji dziennika Gazeta Polska.
Pochowany na cmentarzu Powązkowskim (kwatera 176-2-19/20).

## Publikacje
- J. L. Popławski, Wybór Pism, Wyd. Nortom, Wrocław 1998.
- J. L. Popławski, Szkice literackie i naukowe, Warszawa 1910.
- J. L. Popławski, Pisma polityczne. T. 1, Kraków–Warszawa 1910.